# The Simpsons: Bart vs Juggernauts
The Simpsons: Bart vs. the Juggernauts è un videogioco d'azione pubblicato nel 1992 per Game Boy. Il gioco è stato sviluppato dalla Imagineering e pubblicato dalla Acclaim e vede protagonista Bart, personaggio della serie televisiva animata statunitense I Simpson, in un gioco ispirato alla trasmissione American Gladiators.

## Il gioco
Nella storia del gioco, il giocatore controlla il personaggio di Bart Simpson, protagonista della serie d'animazione I Simpson. Bart partecipa alla immaginaria trasmissione televisiva settimanale Juggernauts USA, basato sulla trasmissione realmente esistita American Gladiators , in cui deve affrontare una corsa ad ostacoli, combattere un muscoloso avversario e portare a termine numerose altre prove. Le sfide in totale sono sette che cambiano di settimana in settimana. Per poter partecipare alla puntata successiva di Juggernauts USA e non essere eliminato, Bart deve raccogliere un certo quantitativo di monete durante le sfide.
Ognuno dei quattro livelli di The Simpsons: Bart vs. the Juggernauts rappresenta un episodio dello show televisivo Juggernauts USA. Ogni sfida è basata su un personaggio de I Simpsons. Per esempio, c'è una sfida in cui Bart deve correre una corsa ad ostacoli nel Kwik-E-Mart di Apu. Un'altra sfida è rappresentata dal "Hop, Skip and Fry" del dottor Marvin Monroe, in cui Bart deve evitare di prendere la scossa elettrica. Le altre sfide includono basket, skateboard, ed una sfida di combattimento, ambientato alla taverna di Boe. I personaggi di Kent Brockman e Marvin Monroe sono gli annunciatori dello show, e dopo la fine di ogni sfida commentano la prova di Bart.